# Kościół Podwyższenia Krzyża Świętego w Radomsku
Kościół Podwyższenia Krzyża Świętego w Radomsku – zabytkowy kościół Franciszkanów mieszczący się w Radomsku, w województwie łódzkim.

## Historia

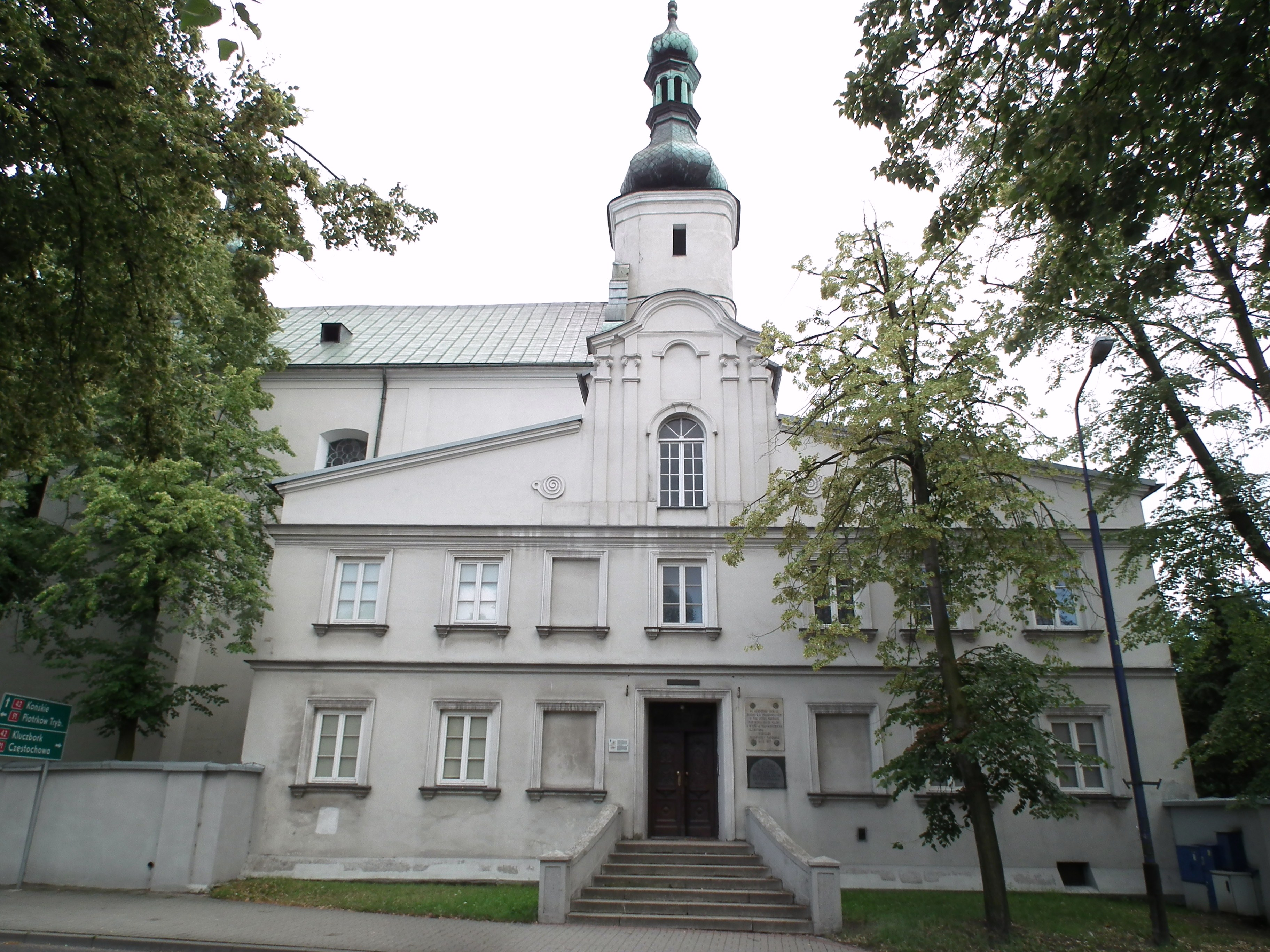
Widok od strony klasztoru

Pierwsza świątynia mieszcząca się na obecnym miejscu ufundowana została zapewne przez Leszka Czarnego. Po jej zniszczeniu została wzniesiona w 1328 roku nowa budowla z fundacji Władysława I Łokietka. Pożary i wojny spowodowały, że od połowy XV stulecia przez około 80 lat świątynią nie opiekowali się Franciszkanie, którzy w tym okresie mieszkali w niedalekiej Brzeźnicy. Dopiero ofiarność królowej Bony Sforzy pozwoliła im w 1543 roku na powrót do miasta. Królowa ufundowała nawę świątyni, która uległa zniszczeniu w pożarze w 1641 roku. Odbudowana nawa razem z gotyckim prezbiterium są najstarszymi z zabytków miasta. W latach 1728–1737 świątynia została rozbudowana o wieżę. W końcu lat. 70. XX wieku zostały wzmocnione mury kościoła i sygnaturki.

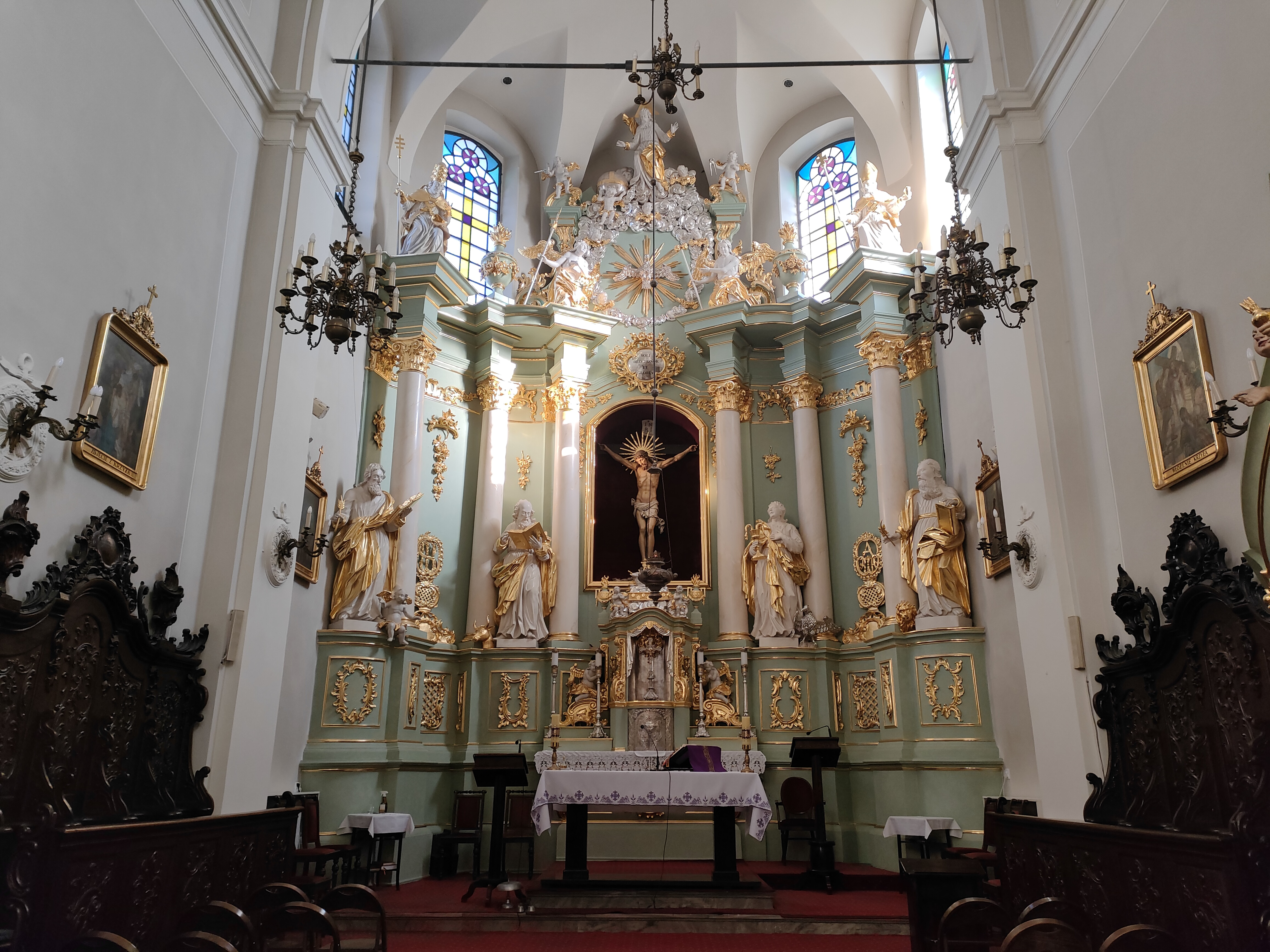
Ołtarz główny

## Wyposażenie

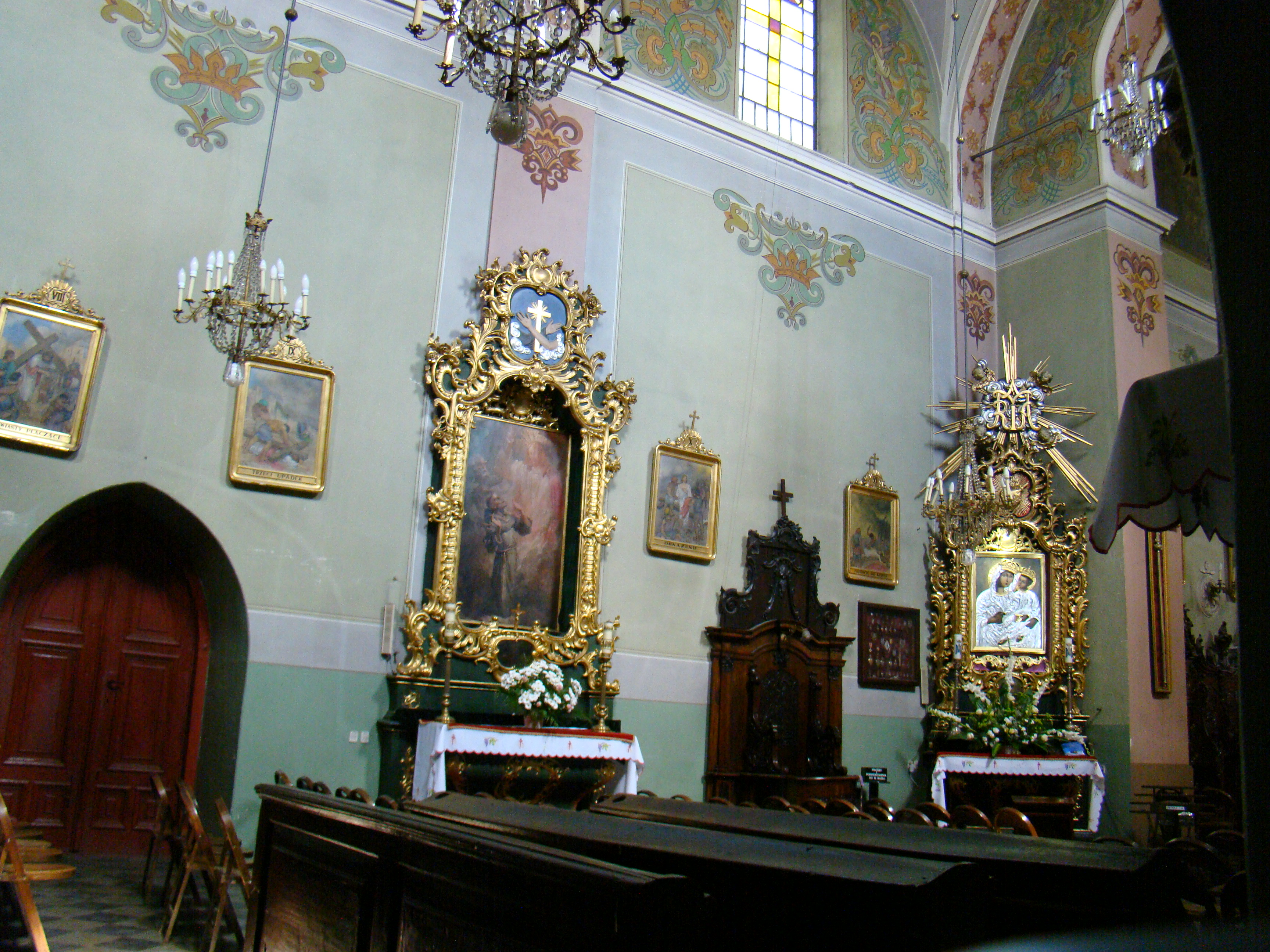
Wnętrze świątyni

Wyposażenie kościoła reprezentuje styl barokowy. Wszystkie ołtarze, ambona oraz konfesjonał powstały w drugiej połowie XVIII stulecia. Ołtarz główny, pochodzi z XVII stulecia. W jego centralnym miejscu jest umieszczona rzeźba Chrystusa na krzyżu, pochodząca z XVIII wieku. Pod nią mieszczą się złote skały - symbol Golgoty. Z lewej i prawej strony rzeźby są umieszczone złote kolumny, w liczbie sześciu, ustawione po trzy na każdej ze stron. Na podstawach stoją figury czterech ewangelistów. Na gzymsie, będącym, zwieńczeniem ołtarza, w narożnikach, stoją posągi świętych Grzegorza Wielkiego i Augustyna.